# William Foulke
William Henry "Fatty" Foulke (Dawley, 12 april 1874 – Sheffield, 1 mei 1916) was een Engelse voetballer die speelde voor Sheffield United, Chelsea en Bradford City. Hij was bekend vanwege zijn enorme omvang voor een professionele sporter; hij was ruim 1,90 meter en woog zo'n 140 kg gedurende zijn carrière.

## Carrière

### Clubs
Foulke begon als cricketspeler bij de Derbyshire County Cricket Club, waarvoor hij vier professionele wedstrijden speelde. Hij is echter veel bekender als doelman van Sheffield United, waar hij begon in 1894. Hij was ondanks zijn lengte en gewicht een goede en gevreesde doelman, waarvoor veel aanvallers bang waren. Na elf jaar en 299 competitiewedstrijden voor Sheffield vertrok hij in 1905 naar de zojuist opgerichte club Chelsea, waar hij de eerste doelman ooit van de club werd.
Bij Chelsea kwam men op het idee om twee kleine kinderen achter het doel van Foulke te zetten om te benadrukken hoe groot de doelman was. Deze jongetjes waren ook erg handig om de bal terug te gooien als hij uit het spel ging, waardoor de ballenjongens waren uitgevonden. Foulke keepte één seizoen voor Chelsea, maar maakte wel naam bij de club. Hij hield negen wedstrijden op rij de nul, waarmee hij een clubrecord neerzette dat pas 99 jaar later verbroken werd door Petr Čech.
Na één jaar bij Chelsea vertrok Foulke weer en ging hij spelen voor Bradford City, waar hij na één seizoen stopte als voetballer.

### Nationaal elftal
Foulke is nooit een vaste waarde geweest in het nationale elftal van Engeland. Tijdens zijn periode bij Sheffield United speelde hij in 1897 zijn eerste en enige interland tegen Wales.

## Erelijst
Sheffield United
- First Division kampioen: 1898
- First Division runner-up: 1897 en 1900
- FA Cup winnaar: 1899 en 1902
- FA Cup runner-up: 1901